# قطع غيار مازدا أونلاين – الأصلية بين يديك مع بركة المتحدون
في زمن صار كل شيء فيه متاحًا بضغطة زر، لم يعُد البحث عن قطع غيار مازدا أصلية أمرًا معقدًا. سواء كنت في الرياض، جدة، الدمام أو أي مدينة سعودية، أصبح بإمكانك شراء ما تحتاجه من قطع سيارتك مازدا عبر الإنترنت بكل سهولة.
وهنا يبرز اسم بركة المتحدون كأحد أفضل المتاجر السعودية المتخصصة في توفير قطع غيار مازدا أونلاين بجودة أصلية مضمونة، وخدمة سريعة، وسعر تنافسي.

## لماذا تختار بركة المتحدون؟
- ✅ قطع أصلية 100% – مطابقة لمعايير مازدا اليابانية.
- 🚚 شحن سريع – توصيل خلال 24 – 48 ساعة داخل المملكة.
- 💳 طرق دفع مرنة – مدى، فيزا، تحويل بنكي، أو دفع عند الاستلام.
- 🛡️ ضمان حقيقي – حماية ضد عيوب التصنيع على معظم القطع.
- 💬 دعم فني متخصص – مساعدتك في اختيار القطعة المناسبة حسب رقم الشاصي (VIN).

## قطع غيار مازدا أصلية متوفرة لدينا أونلاين
🔹 المحرك والاستهلاكيات: بواجي، فلاتر زيت وهواء ومكيف، سيور.
🔹 الفرامل: فحمات أصلية، ديسكات، حساسات ABS.
🔹 التبريد: ردياتيرات، طرمبات ماء، حساسات حرارة.
🔹 التعليق والتوجيه: مساعدات، مقصات، جلب، قواعد مكينة.
🔹 الكهرباء والإلكترونيات: دينامو، سلف، بطاريات متوافقة مع i-STOP، حساسات أكسجين.
🔹 الهيكل والإكسسوارات: صدامات، كشافات أمامية وخلفية، أغطية مرايا، شبك أمامي.

## كيف تطلب قطع غيار مازدا أونلاين؟
1. ادخل إلى موقعنا أو تواصل معنا عبر الواتساب.
2. زوّدنا بموديل سيارتك ورقم الشاصي (إن وجد).
3. اختر القطعة المطلوبة من بين المتوفر.
4. أكمل عملية الدفع عبر الطريقة الأنسب لك.
5. استلم القطعة الأصلية أينما كنت داخل المملكة.

## آراء عملائنا
"طلبت بواجي أصلية لمازدا CX-5، وصلتني في يومين فقط. شكرًا بركة المتحدون."

 – عبدالرحمن – جدة
"أحسن تجربة شراء أونلاين، القطع كلها أصلية ومضمونة."

 – سالم – الرياض

## الخاتمة
مع بركة المتحدون لم يعد شراء قطع غيار مازدا أونلاين تحديًا. نحن نوفر لك كل ما تحتاجه من قطع غيار مازدا أصلية بجودة يابانية وخدمة سعودية مميزة.
رابط صفحة التيك توك لأخر العروض و الخصومات
🚚 شحن سريع – ضمان معتمد – خدمة عملاء احترافية
🔑 بركة المتحدون – حيث تلتقي الجودة الأصلية مع راحة التسوق أونلاين.
1. 1 2  "متجر بركة المتحدون قطع غيار مازدا". baraka-almthdoon.com. اطلع عليه بتاريخ 2025-08-17.
2. ↑  "متجر بركة المتحدون قطع غيار مازدا". baraka-almthdoon.com. اطلع عليه بتاريخ 2025-08-17.